# Ceroptera longicauda
Ceroptera longicauda är en tvåvingeart som beskrevs av Marshall och Montagnes 1988. Ceroptera longicauda ingår i släktet Ceroptera och familjen hoppflugor.
Artens utbredningsområde är Florida. Inga underarter finns listade i Catalogue of Life.